# Deklaracja niepodległości cyberprzestrzeni

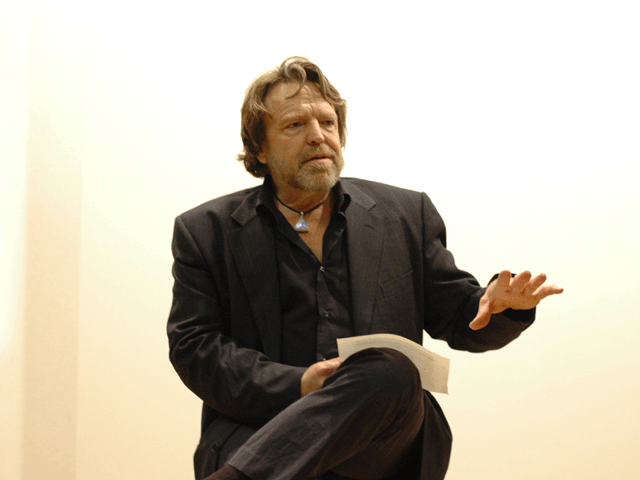
John Perry Barlow podczas wykładu w 10. rocznicę Deklaracji, Davos, 2006

Deklaracja niepodległości cyberprzestrzeni (ang. A Declaration of the Independence of Cyberspace) – artykuł amerykańskiego poety Johna Perry’ego Barlowa z 1996 roku na temat władzy państwa nad cyberprzestrzenią, postulujący niezależność internetu i opowiadający się przeciw jego cenzurowaniu.

## Kontekst
Deklaracja została napisana przez amerykańskiego poetę Johna Perry’ego Barlowa, współtwórcę Electronic Frontier Foundation (EFF), który już wcześniej publikował na temat społecznych i prawnych aspektów internetu. W eseju The Economy of Ideas z 1994 roku na temat ochrony własności intelektualnej w internecie napomknął o niektórych ideach, przestawionych później w deklaracji.
Deklaracja została opublikowana w sieci 8 lutego 1996 z Davos, gdzie Burlow uczestniczył w spotkaniach Światowego Forum Ekonomicznego (ang. World Economic Forum, WEF). Artykuł był odpowiedzią na podpisaną tego samego dnia przez prezydenta Billa Clintona, a przez to natychmiast wchodzącą w życie, ustawę o telekomunikacji (ang. Telecommunications Act of 1996), którą EFF uważała za zagrożenie dla niezależności cyberprzestrzeni. Jednym z elementów ustawy był Communications Decency Act (CDA), który miał na celu uregulowanie pornografii w internecie, ale de facto ograniczał wolność wypowiedzi w sieci. Część ustawy dotycząca ochrony dzieci przed nieobyczajnym słownictwem uznana została w 1997 roku przez Sąd Najwyższy Stanów Zjednoczonych za naruszającą wolność słowa i niekonstytucyjną.

## Deklaracja
Deklaracja rozpoczyna się następującymi słowami: 

Rządy świata uprzemysłowionego, wy, znużeni giganci z ciała i stali (…). Nie macie władzy tutaj, gdzie się zbieramy. (…) Wasze koncepcje – własności, ekspresji, tożsamości – do nas się nie odnoszą. Opierają się na pojęciu materii, a tutaj nie ma materii.

W szesnastu krótkich paragrafach Barlow odrzucił kontrolę nad internetem, kontrolę sprawowaną przez państwo, a w szczególności przez Stany Zjednoczone. Barlow argumentował, że użytkownicy internetu, sieci ponad geograficznymi granicami państw, nie dali mandatu USA, by stosować prawo wobec internetu. Internet wykształcał własną umowę społeczną, w jaki sposób rozwiązywać konflikty w sieci, bazując na złotej regule etycznej. Obok Stanów Zjednoczonych, Barlow oskarżał o tłumienie internetu Chiny, Niemcy, Francję, Rosję, Singapur i Włochy. Stwierdzał ponadto, że internetu nie da się uregulować („cyberlibertarianizm”).
Podniosły styl deklaracji nawiązywał do języka Deklaracji niepodległości Stanów Zjednoczonych, a sam tekst zawiera cytaty z deklaracji.
Deklaracja szybko rozprzestrzeniała się w sieci: w ciągu trzech miesięcy od jej publikacji ponad 5000 stron internetowych opublikowało jej tekst.